# Анна фон Золмс-Лих
Анна фон Золмс-Лих (на немски: Anna zu Solms-Lich; * 2 ноември 1575 в Хоензолмс; † 1634) е графиня от Золмс-Лих и чрез женитба графиня на Лайнинген-Вестербург.

## Произход
Тя е най-малката дъщеря на граф Ернст I фон Золмс-Лих (1527 – 1590) и съпругата му графиня Маргарета фон Золмс-Браунфелс (1541 – 1594), дъщеря на граф Филип фон Золмс-Браунфелс (1494 – 1581) и съпругата му графиня Анна фон Текленбург (1510 – 1554).

## Фамилия
Анна фон Золмс-Лих се омъжва на 1 януари 1615 г. в Лих за граф Райнхард III фон Лайнинген-Вестербург (1574 – 1655), вторият син на граф Георг I фон Лайнинген-Вестербург (1533 – 1586) и съпругата му Маргарета фон Изенбург-Бирщайн (1542 – 1613). Те имат децата:

- Юлиана (1616 – 1657), омъжена I. за граф Филип Лудвиг фон Лайнинген-Вестербург (1617 – 1637), II. за граф Фридрих III фон Вид (1618 – 1698)
- Маргарета Сабина (1618 – 1618)
- Мориц Ернст (1619 – 1635)